# Pillsbury Doughboy
 (mars 2018).
Si vous disposez d'ouvrages ou d'articles de référence ou si vous connaissez des sites web de qualité traitant du thème abordé ici, merci de compléter l'article en donnant les références utiles à sa vérifiabilité et en les liant à la section « Notes et références ».

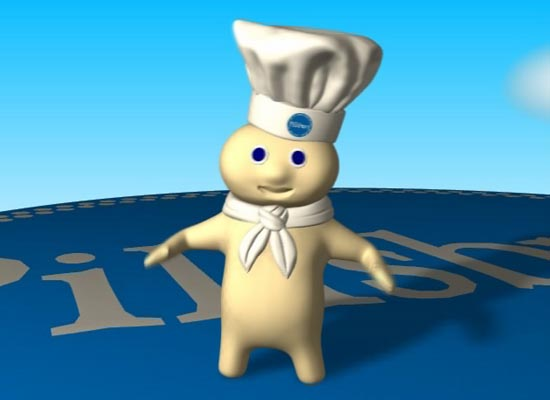
Pillsbury doughboy

Le Doughboy Pillsbury, connue aussi sous le nom de Poppin' Fresh, ou encore « Bonhomme Pilsbury » au Québec, est une icône de la publicité et la mascotte de la Pillsbury Company, apparaissant dans plusieurs de leurs spots publicitaires. Bien que certains jeunes enfants peuvent le voir comme un lapin, il est un personnage anthropomorphe fait de pâte. De nombreux spots publicitaires, à partir de 1965 jusqu'en 2004 (retour en 2009), le montrent avec un doigt humain lui touchant le ventre, celui-ci rigole alors (Hoo-Hoo!)